# Lijst van beschermd erfgoed in Faimes
Onderstaande tabel geeft een overzicht van de beschermde erfgoederen in de gemeente Faimes. Het beschermd erfgoed maakt deel uit van het cultureel erfgoed in België.

## Beschermd erfgoed
| Object | Bouwjaar/architect | Deelgemeente  | Adres                                                  | Coördinaten                   | Nummer?                | Afbeelding |
| --- | ------------------ | ------------- | ------------------------------------------------------ | ----------------------------- | ---------------------- | --- |
| Motte |                    | Celles (Luik) | rue Armand Heptia, à côté du n°1 (M), et alentours (S) | 50° 39' 48" NB, 5° 15' 35" OL | 64076-CLT-0001-01 Info | Motte |
| Boerderij, voorgevel                                                                                                |                    | Celles        | rue Armand Heptia, n°1                                 | 50° 39' 45" NB, 5° 15' 34" OL | 64076-CLT-0002-01 Info | |
| Tumulus van Saives, het ensemble dat de grafheuvel vormt met zijn directe omgeving                                  |                    | Celles        | Saives                                                 | 50° 39' 30" NB, 5° 14' 22" OL | 64076-CLT-0003-01 Info | Tumulus van Saives, het ensemble dat de grafheuvel vormt met zijn directe omgeving                                  |
| Ensemble, bestaande uit kastelen Pecsteen en Lambrechts, de kerk en gebied daaromheen                               |                    | Celles        | Saives                                                 | 50° 39' 50" NB, 5° 14' 13" OL | 64076-CLT-0004-01 Info | Ensemble, bestaande uit kastelen Pecsteen en Lambrechts, de kerk en gebied daaromheen                               |
| Chapelle Notre-Dame de Saives                                                                                       |                    | Celles        | Saives                                                 | 50° 39' 49" NB, 5° 14' 22" OL | 64076-CLT-0005-01 Info | Chapelle Notre-Dame de Saives                                                                                       |
| Kapel ('Saint-Sulpice')                                                                                             |                    | Aineffe       | rue Grimont                                            | 50° 37' 20" NB, 5° 15' 25" OL | 64076-CLT-0006-01 Info | Kapel ('Saint-Sulpice')                                                                                             |
| Kasteel van Waleffe                                                                                                 |                    | Les Waleffes  | rue de Borlez, n°s 43-45                               | 50° 38' 13" NB, 5° 13' 45" OL | 64076-CLT-0007-01 Info | Kasteel van Waleffe                                                                                                 |
| Kapel van Onze Lieve Vrouw van de Barmhartigheid en de twee linden (Notre-Dame de Miséricorde et les deux tilleuls) |                    | Celles        | rue du Bon Dieu d'Ans                                  | 50° 38' 50" NB, 5° 14' 50" OL | 64076-CLT-0008-01 Info | Kapel van Onze Lieve Vrouw van de Barmhartigheid en de twee linden (Notre-Dame de Miséricorde et les deux tilleuls) |
| Kerk ('Sainte-Madelberte'): toren                                                                                   |                    | Celles        |                                                        | 50° 39' 15" NB, 5° 14' 43" OL | 64076-CLT-0009-01 Info | Kerk ('Sainte-Madelberte'): toren                                                                                   |
| Kapel ('Saint-Blaise') en omgeving                                                                                  |                    | Celles        |                                                        | 50° 39' 50" NB, 5° 14' 12" OL | 64076-CLT-0010-01 Info | Kapel ('Saint-Blaise') en omgeving                                                                                  |
| Kasteel: dreef van kastanjebomen en omgeving, laan van kastanjebomen, n°s 1-2                                       |                    | Aineffe       |                                                        | 50° 37' 28" NB, 5° 15' 25" OL | 64076-CLT-0011-01 Info | Kasteel: dreef van kastanjebomen en omgeving, laan van kastanjebomen, n°s 1-2                                       |
| Kapel ('Saint-Agrapha') en de omgeving met bomen                                                                    |                    | Borlez        | rue d'Aineffe                                          | 50° 37' 49" NB, 5° 14' 54" OL | 64076-CLT-0012-01 Info | Kapel ('Saint-Agrapha') en de omgeving met bomen                                                                    |

## Uitzonderlijk erfgoed
| Object | Bouwjaar/architect | Deelgemeente | Adres | Coördinaten                   | Nummer?                | Afbeelding |
| --- | ------------------ | ------------ | ----- | ----------------------------- | ---------------------- | --- |
| Tumulus van Saives, de archeologische site van de tumulus |                    |              |       | 50° 39' 30" NB, 5° 14' 22" OL | 64076-PEX-0001-01 Info | Tumulus van Saives, de archeologische site van de tumulus |
| Kasteel van Waleffe: De gevels en daken van het kasteel van Waleffe-Saint-Pierre en bijgebouwen, binnen het centrale orgaan en de kapel, met uitzondering van de boerderij. Met betrekking tot de elementen van het interieur: het voorportaal, de grote trap, de Chinese kamer en de kapel |                    | Les Waleffes |       | 50° 38' 13" NB, 5° 13' 45" OL | 64076-PEX-0002-01 Info | Kasteel van Waleffe: De gevels en daken van het kasteel van Waleffe-Saint-Pierre en bijgebouwen, binnen het centrale orgaan en de kapel, met uitzondering van de boerderij. Met betrekking tot de elementen van het interieur: het voorportaal, de grote trap, de Chinese kamer en de kapel |